# Крупп, Рудольф Паулевич
Рудольф Паулевич Крупп (эст. Rudolf Krupp; 19 января 1890, Нарва — 12 сентября 1944, Норильск) — эстонский военный деятель, подполковник ВС Эстонии и РККА.

## Биография
Уроженец Нарвы (Петербургская губерния, ныне Эстония). В 1917 году поступил во Владимирское военное училище. 17 июня 1919 года окончил артиллерийские курсы для офицеров, заступил на службу во 2-й артиллерийский полк. 21 апреля 1920 года произведён в лейтенанты, продолжил службу во 2-м артиллерийском дивизионе.
Изучал математику и экономику в Тартуском университете, окончил артиллерийское училище в 1921 году. Капитан с 25 ноября 1925 года. Майор с 17 апреля 1934 года, преподаватель в Высшем военном училище с 31 августа 1936 года. Инспектор артиллерии с 18 ноября 1936 года. Подполковник с 16 февраля 1940 года.
В августе 1940 года начал службу в РККА и стал командиром 629-го гаубичного артиллерийского полка (в/ч № 5963). 
2 июля 1941 года после серии поражений РККА в Прибалтике был арестован, 5 сентября 1942 года приговорён к 10 годам лишения свободы Особой тройкой НКВД. 
Умер в Норильлаге 12 сентября 1944 года.